# Maciejewo (powiat gostyński)
Maciejewo – mała osada folwarczna w Polsce położona w województwie wielkopolskim, w powiecie gostyńskim, w gminie Poniec. Wieś jest częścią składową sołectwa Grodzisko.
W latach 1975–1998 miejscowość należała administracyjnie do województwa leszczyńskiego.
Inne miejscowości o nazwie Maciejewo: Maciejewo, Maciejew, Maciejowice, Maciejów, Maciejowa, Maciejkowice.